# Коноплянка (хутір)
Конополянка - хутір, що існував в кінці 19 ст. у західній частині Лисої гори поблизу гирла Либеді у сучасному Голосіївському районі міста Києва. Інша історична назва – хутір Лиса гора.

## Історія
Як свідчить М. Закревський (1868) місцевість по обом берегам гирла р. Либіді носила назву урочище Коноплянка.
На момент планування Лисогірського форту Е.І. Тотлебеном (1860-ті рр.) у західній частині Лисої гори на схилі на схід від Лисогірського струмка напроти сучасної вул. Мелітопольської (кол. вул. Байкальської) знаходився лаврський хутір Коноплянка. Він був відібраний в Лаври з компенсацією іншими землями 1872 р. Він показаний на плані виконаних робіт на Лисогірському форті 1874 р. на еспланаді форту на захід від правого боку бастіону №2. Імовірно, він став базою для будівельників форту. 1875 р. хутір Коноплянка відійшов до Окружного Інженерного управління. На плані показано 6 споруд, дві з яких об’єднані сірим полігоном з нерозбірливим написом схожим на «кирпичный завод». На мапі 1886 р. та 1904 р. хутір Коноплянка підписаний як «х. Лысая гора».
Усі споруди хутору розміщувалися на східному березі сучасного Лисогірського струмка (який протікає в глибокому Західному Лисогірському яру). З іншого боку яру розміщувалися імовірно сільськогосподарські угіддя. Споруди хутора зберігалися і пізніше, зокрема на плані Б. С. Віккерса (1920-ті рр.) вони позначені як «лаврские амбары (потом цейхгаузы)». Позначено три прямокутних будівлі. Поблизу позначено і сам «хутор КП Лавры Коноплянка».
На детальній мапі Києва 1932 р. показано забудову колишнього лаврського хутора Коноплянка. На початку ХХ ст. тут існував дитячий будинок №60: садиба з трьох корпусів, фруктовий садок, город і лан на 23 га, 5 працівників, близько 40 дітей і підлітків, кінь, корова, 15 овець, 2 свині, 3 вулика. 
У 40-50-і рр. ХХ ст. Саперна Слобідка розширилася до сучасних вулиць Мелітопольської та Тетерівської. Тобто вона обійшла Лису гору з заходу, підступивши до яру Лисогірського струмка до території колишнього лаврського хутора Коноплянка, на якій наразі панує лісова рослинність регіонального ландшафтного парку Лиса гора. 
За словами місцевих жителів, залишки колишніх лаврських садів збереглися на західній частині Лисої гори на місці колишнього хутора Коноплянка. 